# The Rolling Stones (album)
The Rolling Stones je debi album grupe The Rolling Stones. Izdan je u travnju 1964. godine u UK-u. Po izlasku album je postigao izuzetan uspjeh te je postao jedan od najprodavanijih albuma te godine u UK, a na UK top ljestvici se nalazio 12 tjedana na broju jedan. U SAD-u je album izdan u svibnju iste godine s malo izmijenjenom listom pjesama, pod imenom England's Newest Hit Makers. Na albumu se većinom nalaze obrade pjesama raznih izvođača (Bo Diddleya, Chucka Berryja, Willie Dixona...) i samo jedna pjesma tandema Jagger/Richards i to "Tell Me (You're Coming Back)".

## Popis pjesama

### UK izdanje
1. "Route 66" – 2:20
2. "I Just Want to Make Love to You" – 2:17
3. "Honest I Do" – 2:09
4. "Mona (I Need You Baby)" – 3:33
5. "Now I've Got a Witness (Like Uncle Phil and Uncle Gene)" – 2:29
6. "Little by Little" – 2:39
7. "I'm a King Bee" – 2:35
8. "Carol" – 2:33
9. "Tell Me (You're Coming Back)" – 4:05
10. "Can I Get a Witness" – 2:55
11. "You Can Make It if You Try" – 2:01
12. "Walking the Dog" – 3:10

### SAD izdanje
1. "Not Fade Away" – 1:48
2. "Route 66" – 2:20
3. "I Just Want to Make Love to You" – 2:17
4. "Honest I Do" – 2:09
5. "Now I've Got a Witness (Like Uncle Phil and Uncle Gene)" – 2:29
6. "Little by Little" – 2:39
7. "I'm a King Bee" – 2:35
8. "Carol" – 2:33
9. "Tell Me (You're Coming Back)" – 4:05
10. "Can I Get a Witness" – 2:55
11. "You Can Make It if You Try" – 2:01
12. "Walking the Dog" – 3:10

## Singlovi
- Not Fade Away
- Tell Me (You're Coming Back)

## Top ljestvice

### Album
| Godina | Ljestvica                                       | Pozicija |
| ------ | ----------------------------------------------- | -------- |
| 1964.  | UK Top 20 Albumi                                | #1       |
| 1964.  | Billboard Pop Albumi                            | #11      |
| 1965.  | Australian Kent Music Report - Ljestvica albuma | #1       |

### Singlovi
| Godina | Singl                          | Ljestvica             | Pozicija |
| ------ | ------------------------------ | --------------------- | -------- |
| 1964.  | "Not Fade Away"                | UK Top 50 Singlova    | #3       |
| 1964.  | "Not Fade Away"                | The Billboard Hot 100 | #48      |
| 1964.  | "Tell Me (You're Coming Back)" | The Billboard Hot 100 | #24      |

## Članovi sastava na albumu
- Mick Jagger - pjevač, usna harmonika
- Keith Richards - gitara, pjevač
- Brian Jones - gitara, harmonika, pjevač
- Charlie Watts - bubnjevi
- Bill Wyman - bas-gitara

## Vanjske poveznice
- allmusic.com - The Rolling Stones (album)